# Armeniș, Caraș-Severin
Armeniș (maghiară Örményes, germană Armönisch) este satul de reședință al comunei cu același nume din județul Caraș-Severin, Banat, România.